# Boaz, Alabama
Boaz är en stad (city) i Etowah County, och  Marshall County, i delstaten Alabama, USA. Enligt United States Census Bureau har staden en folkmängd på 9 569 invånare (2011) och en landarea på 37,7 km².